# 1992 UM2
1992 UM2 är en asteroid i huvudbältet som upptäcktes den 21 oktober 1992 av de båda japanska astronomerna Toshimasa Furuta och Yoshikane Mizuno vid Kani-observatoriet.
Asteroiden har en diameter på ungefär 4 kilometer.